# 프라이아노
프라이아노(이탈리아어: Praiano)는 이탈리아 캄파니아주 살레르노도에 있는 코무네이다. 아말피 해안에 위치해있고, 아말피와 포스티아노와 같이 이탈리아와 살레르노 지역을 여행하는 관광객들의 주요 관광지다.

## 역사
도시의 명칭은 라틴어로 해변을 뜻하는 프라이아(praia) 또는 공해(公海)를 뜻하는 펠라지움(pelagium)이라는 단어에서 유래했다. 10-11세기 동안에, 프라이아노는 아말피 공국의 총독의 여름 거주처였다.

## 같이 보기
- 아말피 해안
- 소렌토 반도